# Ведмедиця червонокрапкова
Ведмедиця червонокрапкова (Utetheisa pulchella) — вид метеликів з родини еребід (Erebidae).

## Поширення
Вид поширений в більшій частині Європи (переважно як мігрант), в Африці, на Близькому Сході, у Середній Азії і Південній Азії на схід до М'янми. Трапляється на сухих відкритих місцях, луках, чагарниках, луках і парках.

## Підвиди
Виділяють наступні підвиди:
- Utetheisa pulchella antennata (C. Swinhoe, 1893) (Нікобарські острови)
- Utetheisa pulchella completa Weymer, 1908
- Utetheisa pulchella dilutior Rothschild, 1910 (Ангола, Конго)
- Utetheisa pulchella kallima C. Swinhoe, 1907 (Ангола)
- Utetheisa pulchella pulchella (Linnaeus, 1758)

## Зовнішній вигляд
Метелики досягають розмаху крил від 29 до 42 мм. Вони дуже яскраво забарвлені. Передні крила білі з численними червоними і чорними плямами. Задні крила світло-блакитні і нерівномірно забарвлені в сірий колір по краях. Поруч із сірими областями можна знайти окремі сірі точки. Вони також білі навколо голови з червоними та чорними крапками. Черевце чисто біле.

## Спосіб життя
Гусениці живляться незабудками (Myosotis), огірочником (Borago), геліотропами (Heliotropium) та іншими шорстколистими рослинами. Гусениці заляльковуються в павутині між листям на землі.